# Tetsu Inada
Tetsu Inada (稲田 徹?, Inada Tetsu; Hachiōji, 1º luglio 1972) è un doppiatore giapponese. Lavora per Aoni Production.

## Doppiaggio

### Serie televisive anime
- Ayakashi: Samurai Horror Tales (Bake neko - Odajima)
- Bleach (Sajin Komamura e Love)
- Bomberman Jetters (Oyabon)
- Cardfight!! Vanguard (Tetsu Shinjou)
- Chrome Shelled Regios (Gahard Vallen)
- Cromartie High School (Akira Maeda)
- Daigunder (Bullion)
- DAN DOH!! (Takuya Akano)
- Dragon Ball GT (Luud)
- Dragon Ball Kai (Nappa)
- Dragon Ball Super (Shisami)
- Fairy Tail (Brain/Zero, Lapointe)
- Fate/Apocrypha (William Shakespeare)
- Fullmetal Alchemist: Brotherhood (Roa)
- Guilty Gear -STRIVE-: Dual Rulers (Leo Whitefang)
- Gunparade Orchestra (Ryuma Taniguchi)
- Hikarian (E4 Power, Tokusha-tai Doctor)
- Il conte di Montecristo (Maximilien Morrel)
- Il cuore di Cosette (Gueulemer)
- Il guerriero alchemico (Saruwatari)
- I'm the Evil Lord of an Intergalactic Empire! (Goaz)[1]
- InuYasha (Mukotsu, Manten)
- Kengan Ashura (Jun Sekibayashi)
- Kiddy Grade (A-ou)
- Kill la Kill (Ira Gamagōri)
- Kinnikuman Perfect Origin Arc (Sunshine)
- Kobato (Ioyorgi)
- Konosuba (Ozuma Zatou)
- Le bizzarre avventure di JoJo: Phantom Blood (Tarkus)
- Le Chevalier d'Eon (Re Luigi XV)
- Loner Life in Another World (Guild Boss)[2]
- Mobile Suit Gundam 00 (Barrack Zinin)
- Mobile Suit Gundam GQuuuuuuX (Mahko Nagwara)
- My Hero Academia (Endeavor, Enji Todoroki)
- Nerima Daikon Brothers (Donabe)
- Ojisan and Marshmallow (Habahiro Hige)
- One Piece (Richi, Patty, Pudding-Pudding, Brogi, Mr. 1/Das Bornes, dr. Ooh, Jesus Burgess, Tilestone, Kaido (giovane), Marine ragazzo ricco (Fan Letter))
- Overman King Gainer (Shinjin)
- Rec (Aomori)
- Record of Ragnarok (Hajun)
- Redo of Healer (Bullet)
- Rurouni Kenshin (2023) (Shikijo)
- Samurai 7 (Gorobei Katayama)
- Super Ladri (Roddy Diesel)
- Super Robot Wars Original Generation: Divine Wars (Elzam V. Branstein)
- Tales of Eternia (Ifrit)
- The Red Ranger Becomes an Adventurer in Another World (Narratore, Kizuna Five Item)
- Trinity Blood (Brother Petro)
- Tsubasa RESERVoir CHRoNiCLE (Kurogane)
- ∀ Gundam (Harry Ord)
- Ultimate Muscle (Anaconda, MAXman, Dead Signal, Ikemen Muscle)
- Xenosaga: The Animation (Helmer)
- Yu-Gi-Oh! 5D's (Hideo Izayoi)
- Yu-Gi-Oh! GX (Mike)
- Zipang (Yosuke Kadomatsu)

### OAV e ONA
- Garouden: The Way of the Lone Wolf (Bunshichi Tanba)
- Super Robot Wars Original Generation: The Animation (Rätsel Feinschmecker)
- I Cavalieri dello zodiaco (Basilisk Sylphid)

### Film d'animazione
- Mobile Suit Gundam (Wakkein)
- Mobile Suit Gundam III: Encounters in Space (Wakkein)
- Tsubasa Chronicle: Torikago no Kuni no Himegimi (Kurogane)
- Dragon Ball Z: La resurrezione di 'F' (Shisami)

### Videogiochi
- Castlevania: Aria of Sorrow (Hammer, Graham Jones)
- Castlevania: Dawn of Sorrow (Hammer, Julius Belmont)
- Castlevania: Harmony of Despair (Julius Belmont)
- Code of Princess (Master T Drakkhen)
- Dead or Alive: Dimensions (Raidou)
- Dead or Alive 5 (Raidou)
- Dead or Alive 6 (Raidou)
- Devil's Third (Grundla Saha)
- Digimon Story: Cyber Sleuth (Gankoomon)
- Dragon Ball: Raging Blast (Nappa)
- Dragon Ball Z: Tenkaichi Tag Team (Nappa)
- Dragon Ball: Raging Blast 2 (Nappa)
- Dragon Ball Z: Ultimate Tenkaichi (Nappa)
- Dragon Ball Z: Battle of Z (Nappa)
- Dragon Ball Xenoverse (Nappa)
- Dragon Ball Z: Extreme Butoden (Nappa)
- Dragon Ball Xenoverse 2 (Nappa)
- Dragon Ball Fusions (Nappa)
- Dragon Ball FighterZ (Nappa)
- Dragon Ball Legends (Nappa, Toma, Shisami)
- Dragon Ball Z: Kakarot (Nappa, Toma)
- Dragon Ball: Sparking! Zero (Nappa)
- Dragon Quest Rivals (Sancho)
- Dragon Quest III HD-2D Remake (Xenlon)
- Dynasty Warriors (Lu Bu)
- Dynasty Warriors 2 (Lu Bu)
- Dynasty Warriors 3 (Huang Gai, Lu Bu)
- Dynasty Warriors 4 (Huang Gai, Lu Bu)
- Dynasty Warriors 5 (Huang Gai, Lu Bu)
- Dynasty Warriors 6 (Huang Gai, Lu Bu)
- Dynasty Warriors: Strikeforce (Huang Gai, Lu Bu)
- Dynasty Warriors 7 (Huang Gai, Lu Bu)
- Dynasty Warriors 8 (Huang Gai, Lu Bu)
- Dynasty Warriors 9 (Huang Gai, Lu Bu)
- Dynasty Warriors: Origins (Huang Gai, Lu Bu)
- Farmagia (Corpus)
- Fate/stay night [Realta Nua] (True Assassin/Hassan)
- Fate/tiger colosseum (True Assassin/Hassan)
- Fate/Grand Order (True Assassin/Hassan, Caster/William Shakespeare, Archer/Nikola Tesla, Lancer/Musashibou Benkei, Caster/Charles Babbage)
- Fist of the North Star: Ken's Rage 2 (Akashachi, Figlio del Diavolo)
- Full Metal Daemon: Muramasa (Doshin Yusa)
- Granblue Fantasy (Ladiva)
- Granblue Fantasy: Versus (Ladiva)
- Granblue Fantasy: Versus Rising (Ladiva)
- Grandia Xtreme (Shade)
- Guilty Gear Xrd -SIGN- (Leo Whitefang)
- Guilty Gear Xrd -REVELATOR- (Leo Whitefang)
- Guilty Gear -STRIVE- (Leo Whitefang)
- JoJo's Bizarre Adventure: Vento Aureo (Leone Abbacchio)
- Kid Icarus: Uprising (Pyrrhon)
- Live A Live (Remake) (Sceriffo, Hor Bishop)
- Marvel vs. Capcom 3: Fate of Two Worlds (Arthur)
- Mega Man Zero (Hidden Phantom, Blizzack Staggroff, Maha Ganeshariff)
- Mega Man Zero 3 (Hidden Phantom, Blizzack Staggroff R)
- Mega Man ZX (Modello P, Thon)
- Metaphor: ReFantazio (Arvid Svendel Grius)
- Mighty No. 9 (Seismic)
- Metal Gear Solid 3: Snake Eater (Istruttore)
- Metal Gear Solid: Portable Ops (Colonnello Skowronski)
- Muv-Luv (Genjousai Tamase)
- Namco X Capcom (Bravoman)
- Omega Strikers (X)
- One Piece: Tobidase kaizokudan! (Patty)
- One Piece: Grand Battle! 2 (Brogi, Mr. 1/Das Bornes)
- One Piece: Ocean's Dream! (Mr. 1/Das Bornes)
- One Piece: Pirates' Carnival (Brogi)
- One Piece: Romance Dawn (Patty, Mr. 1/Das Bornes)
- One Piece: Pirate Warriors 3 (Mr. 1/Das Bornes, Jesus Burgess)
- One Piece: Burning Blood (Jesus Burgess)
- One Piece: Pirate Warriors 4 (Mr. 1/Das Bornes, Jesus Burgess)
- One Piece Odyssey (Jesus Burgess)
- Project X Zone (Arthur)
- Raidou Remastered: The Mystery of the Soulless Army (voci addizionali)
- Rune Factory 2: A Fantasy Harvest Moon (Gordon, Byron)
- Segagaga (Direttori del Dipartimento A & B, Annunciatore)
- Sekiro: Shadow Die Twice (Oniwa Gyoubu Masataka)
- Sengoku Basara: Samurai Heroes (Tachibana Muneshige)
- Sengoku Basara 4 (Tachibana Muneshige)
- Sengoku Basara: The Legend of Sanada Yukimura (Tachibana Muneshige)
- Shining Wind (Rouen)
- Shin Megami Tensei V (Thor)
- Shin Megami Tensei V: Vengeance (Thor)
- Star Fox: Assault (Panther Caroso)
- Suikoden Tierkreis (Dialph)
- Super Robot Wars Alpha Gaiden (Harry Ord)
- Super Robot Wars Alpha 2 (Rätsel Feinschmecker)
- Super Robot Wars Alpha 3 (Rätsel Feinschmecker, Imperatore Muge Zolbados)
- Super Robot Wars OG: Original Generations (Elzam V. Branstein/Rätsel Feinschmecker)
- Super Robot Wars OG Saga: Endless Frontier (Shuten, Ezel Granada)
- Super Robot Wars A Portable (soldato Giganos)
- Super Robot Wars Z (Harry Ord)
- Super Robot Wars OG Saga: Endless Frontier EXCEED (Ezel Granada, Lok Eye)
- Super Robot Wars Z2: Destruction Chapter (Harry Ord)
- Super Robot Wars Z2: Rebirth Chapter (Harry Ord, Barack Zinin, Imperatore Muge Zolbados)
- Super Robot Wars Z3: Hell Chapter (Ryunosuke Akagi)
- Super Robot Wars Z3: Heaven Chapter (flotta galattica)
- Super Robot Wars T (Ragnayael Dynharish)
- Super Robot Wars 30 (Rätsel Feinschmecker, Dorotheo Mardonnes, Alexis Kerib)
- Super Smash Bros. Brawl (Panther Caroso)
- Tales of Legendia (Ed Curtis)
- Tales of Symphonia (Efreet)
- The King of Fighters EX2: Howling Blood (Reiji Oogami)
- The Legend of Heroes: Trails in the Sky (Zin Vathek)
- The Legend of Heroes: Trails in the Sky SC (Zin Vathek)
- The Legend of Heroes: Trails in the Sky the 3rd (Zin Vathek)
- The Legend of Heroes: Trails to Azure (Sigmund Orlando)
- The Legend of Heroes: Akatsuki no Kiseki (Zin Vathek, Sigmund Orlando)
- The Legend of Heroes: Trails through Daybreak (Zin Vathek)
- The Legend of Heroes: Trails through Daybreak II (Zin Vathek)
- The Sword of Etheria (Vitis)
- Time Crisis 5 (Robert Baxter)
- Ultimate Marvel vs. Capcom 3 (Arthur)
- Valkyrie Elysium (Eygon)
- Warriors All-Stars (Lu Bu)
- Warriors Orochi (Huang Gai, Lu Bu)
- Warriors Orochi 2 (Huang Gai, Lu Bu)
- Warriors Orochi 3 (Huang Gai, Lu Bu)
- Warriors Orochi 4 (Huang Gai, Lu Bu)
- Xenoblade Chronicles X (Ga Jiarg)
- Xenoblade Chronicles 2 (Dromarch)
- Xenoblade Chronicles 3 (Y)